# Dope
A Dope amerikai nu, alternatív, indusztriális metal együttes. 1997-ben alakultak meg  New Yorkban. Legismertebb daluk a "Die Mother Fucker Die". Karrierjük alatt 7 nagylemezt jelentettek meg. Az együttes egyike volt a kilencvenes években virágzó nu metal műfaj képviselőinek. 

## Tagok
- Edsel Dope, Nikk Dibs, Jerms Genske, Chris Warner.

## Diszkográfia
- Felons and Revolutionaries (1999)
- Life (2001)
- Group Therapy (2003)
- American Apathy (2005)
- No Regrets (2009)
- Blood Money Part I (2016)
- Blood Money Part II (2022)